# Blauwband
De blauwband (Pseudorasbora parva) is een kleine, maximaal 10-12 cm grote, karperachtige zoetwatervis. Een opvallend kenmerk is de donkere band die over de hele flank loopt. De soort komt van oorsprong uit Oost-Azië (Siberië, Korea, China, Japan). Hij wordt gezien als een van de meest succesvolle invasieve exoten wereldwijd. In de meeste gevallen lift de blauwband onbedoeld mee met het transport van karperachtigen ten behoeve van viskwekerijen. Hij wordt ook wel "forellenvisje, "blauwbandgrondel" en "pseudorasbora" genoemd.

## Habitat
De blauwband is in zijn biotoopkeuze niet erg selectief. Hij komt voor in zowel stilstaande als stromende wateren, zoals poelen, vijvers, meren, plassen, sloten, beken, rivieren en kanalen. De hoogste dichtheid bereikt de soort in ondiepe, rijk begroeide, stilstaande wateren, vaak gelegen in de uiterwaarden. De blauwband wordt ook regelmatig in beken aangetroffen.

## Invasieve uitheemse soort

### Introductieroutes
In minder dan 50 jaar heeft de soort 32 landen gekoloniseerd, van Centraal–Azië tot West-Europa en Noord-Afrika. In de jaren 1960 is de blauwband in Roemenië en Hongarije geïntroduceerd via vistransporten. Vanuit viskwekerijen is de soort vervolgens verder uitgezet en ontsnapt naar binnenwateren. Zo kwam hij ook in het stroomgebied van de Donau terecht, waar hij zich actief verspreid heeft over het hele stroomgebied. Nieuwe vistransporten en uitzettingen voor de sportvisserij leidden tot verdere introducties. 

### Verspreiding
Hij heeft zich inmiddels in de meeste Europese landen gevestigd. De soort is al sinds 1992 in Nederland aanwezig en heeft zich na 1992 in korte tijd vanuit Midden-Limburg verder verspreid. De soort lift soms onbedoeld mee met karpertransporten die worden gedaan ten behoeve van visuitzettingen voor de hengelsport. Daarnaast spelen rivieren en beken een belangrijke rol bij de verspreiding. Anno 2018 is de blauwband waargenomen in 403 kilometerhokken.. In België is de soort wijdverspreid en abundant ten noorden van Samber en Maas. Meer zuidelijk is de soort minder wijdverspreid.

### Ecologische effecten
Het dieet van de blauwband, dat voornamelijk bestaat uit zoöplankton, muggenlarven en mosselkreeftjes, overlapt met dat van juveniele karperachige vissoorten, zoals blankvoorn, rietvoorn en kolblei. Deze soorten zijn ook in België en Nederland inheems. Daarnaast eet hij eieren en larven van andere vissen. De blauwband benut een breder voedselspectrum dan inheemse soorten, heeft een korte generatietijd, produceert veel eieren, bouwt (primitieve) nesten, vertoont broedzorg en is bestand tegen extreme habitatcondities. Wanneer de soort ergens wordt geïntroduceerd, zal deze zich dus vaak eenvoudig kunnen vestigen en zich verder uitbreiden. Bovendien heeft de blauwband een negatief effect op de samenstelling van de visgemeenschap doordat hij de verspreider is van de eencellige parasiet Sphaerothecum destruens. Na besmetting veroorzaakt deze parasiet dodelijke ontstekingen bij inheemse vissoorten, waaronder blankvoorn, vetje en zalm.

### Europese regelgeving
Sinds 3 augustus 2016 is de blauwband opgenomen in de Europese exotenverordening 1143/2014 (de 'Unielijst'), omdat hij een bedreiging vormt voor inheemse soorten. Sindsdien geldt een verbod op bezit, handel, kweek, transport en import van de blauwband. Verder geldt voor lidstaten de plicht om te proberen de in de natuur aanwezige populaties op te sporen en te verwijderen, of als dat niet lukt, zodanig te beheren dat verspreiding en schade zoveel mogelijk wordt voorkomen. In Nederland zijn de provincies zijn verantwoordelijk voor het nemen van deze maatregelen.. In België ligt deze verantwoordelijkheid bij de gewesten.

## Parasiet
In 2005 werd ontdekt dat de blauwband zorgt voor de verspreiding van de parasiet Sphaerotecum destruens. Dit is een generalistische parasiet die zich via vrij zwemmende sporen makkelijk kan verspreiden. De blauwband is vanuit zijn oorspronkelijke leefgebied al bekend met deze parasiet en ondervindt zelf geen hinder. Inheemse vissoorten zijn hier niet op berekend en vertonen na infectie ontstekingen aan vitale organen, waarop sterfte volgt. Uit onderzoek blijkt dat de parasiet in Nederland verantwoordelijk is voor een sterke achteruitgang van het inheemse vetje. Met behulp van moleculaire DNA-technieken is aangetoond dat ook de tiendoornige stekelbaars in aantal achteruitgaat waar de blauwband in grote aantallen voorkomt. Met bittervoorn, marmergrondel en zeelt is geen negatieve relatie gebleken. Wel is een negatief verband aangetoond met de visdiversiteit in de onderzochte Nederlandse wateren. Een positieve relatie blijkt te bestaan met het voorkomen van de driedoornige stekelbaars. Deze veel voorkomende soort is zelf ook drager van de parasiet en kan dus bijdragen aan de verdere verspreiding ervan.

## Afbeeldingen

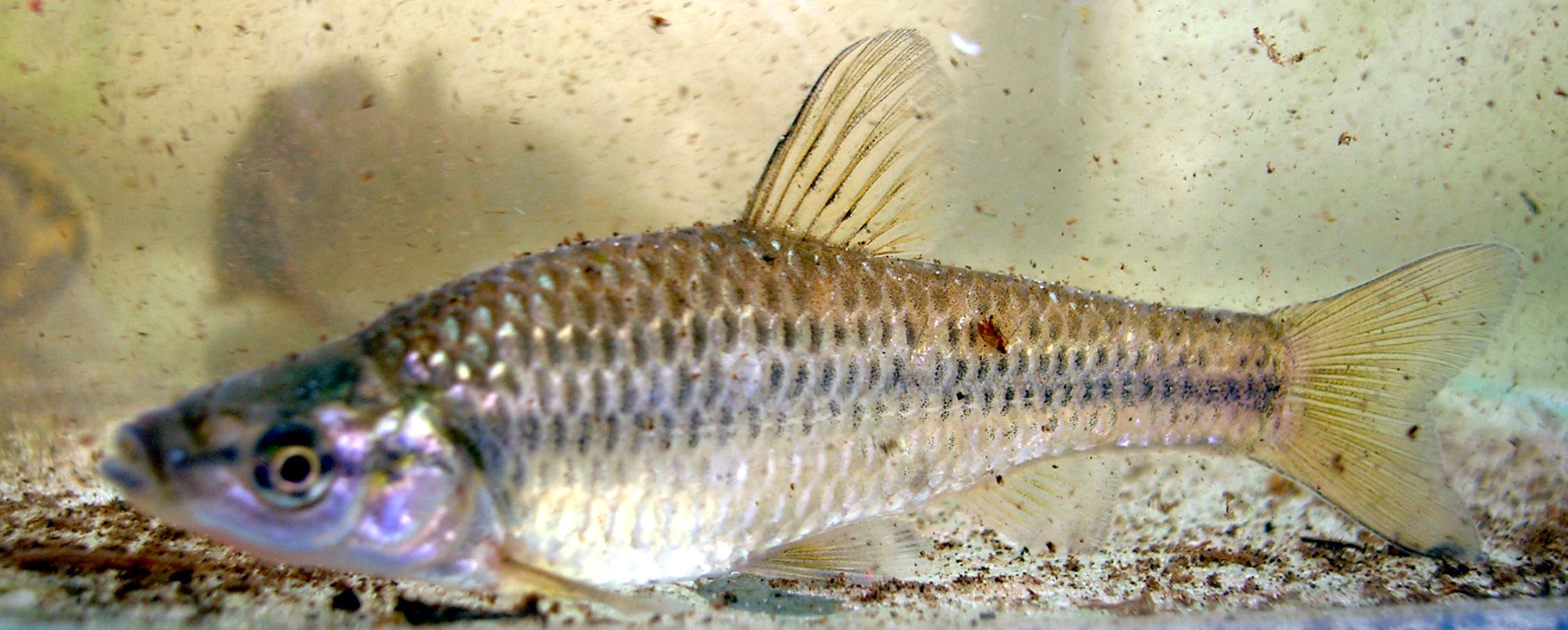
In cuvet met uitgespreide vinnen.